# Gasteropelecus maculatus
Gasteropelecus maculatus és una espècie de peix de la família dels gasteropelècids i de l'ordre dels caraciformes.

## Morfologia
- Els mascles poden assolir 6,4 cm de longitud total.[1][2]

## Alimentació
Menja petits crustacis, larves i mosquits.

## Hàbitat
És un peix d'aigua dolça i de clima tropical (22 °C-28 °C).

## Distribució geogràfica
Es troba a Amèrica: des de l'est de Panamà fins a l'oest de Colòmbia.